# Maligehalli, Chiknayakanhalli
Maligehalli là một làng thuộc tehsil Chiknayakanhalli, huyện Tumkur, bang Karnataka, Ấn Độ.